# Nais borutzkii
Nais borutzkii is een ringworm uit de familie van de Naididae. De wetenschappelijke naam van de soort is voor het eerst geldig gepubliceerd in 1964 door Sokolskaja.